# Risa
Risa is een bestuurslaag in het regentschap Bima van de provincie West-Nusa Tenggara, Indonesië. Risa telt 4760 inwoners (volkstelling 2010).